# Nikolaus Lenau
Nikolaus Lenau era o pseudónimo de Nikolaus Franz Niembsch Edler von Strehlenau (25 de agosto de 1802 – 22 de agosto de 1850), um poeta austríaco de língua alemã.

## Obras
- Nächtliche Wanderung. 1830.
- Die Heideschenke.
- Winternacht. 1848.
- Der Unbeständige. 1822.
- Abschied. Lied eines Auswanderers. 1823.
- Die drei Indianer. 1832.
- Schilflieder. 1832
- Polenlieder. 1835.
- Faust. Ein Gedicht. 1836
- Savonarola. 1837.
- Stimme des Kindes. 1838.
- In der Neujahrsnacht. 1840.
- Die Drei. 1842.
- Die Albigenser. 1842.
- Waldlieder. 1843.
- Blick in den Strom. 1844.
- Eitel nichts! 1844.
- Don Juan (Fragmento), 1844.
- Der Postillion 1835.
- Bitte. 1832.
- Einsamkeit (Hast du schon je dich ganz allein gefunden).
- An die Entfernte (Diese Rose pflück ich hier).
- Cimbal und Harfe. ausgewählte Gedichte, Hans Maria Loew (Hrsg.), Bergland Verlag, Wien 1957.